# Tillandsia deppeana
Tillandsia deppeana es una especie de planta epífita dentro del género  Tillandsia, perteneciente a la  familia de las bromeliáceas. Es originaria de México. 

## Cultivares
- Tillandsia 'Mayan Torch'
- Tillandsia 'Sentry'
- Tillandsia 'Wildfire'
- xVrieslandsia 'Inca Chief'
- xVrieslandsia 'Mayan Chief'
- xVrieslandsia 'Nedra'
- xVrieslandsia 'Stargazer'

## Taxonomía
Tillandsia deppeana fue descrita por Ernst Gottlieb von Steudel y publicado en Nomenclator Botanicus. Editio secunda 2: 688. 1841.
Etimología
Tillandsia: nombre genérico que fue nombrado por Carlos Linneo en 1738 en honor al médico y botánico finlandés Dr. Elias Tillandz (originalmente Tillander) (1640-1693).
deppeana: epíteto  otorgado en honor del botánico Ferdinand Deppe.
Sinonimia
- Tillandsia deppeana var. deppeana
- Tillandsia leiochlamys Baker
- Tillandsia paniculata Schltdl. & Cham.[2][3]